# Junkers Ju 88
Junkers Ju 88 er et tysk 2-motors bombefly, bygget af Junkers flyfabrikken.
Junkers Ju 88 var et af Luftwaffes primære bombefly under 2. verdenskrig, hvor det sammen med Heinkel He 111 og Dornier Do 17 udgjorde hovedparten af den styrke, der i 1940 udkæmpede det der sidenhen er blevet kendt som "Slaget om England". Flytypen deltog dog på stort set alle fronter under krigen.
Oprindeligt var Junkers Ju 188 tænkt som afløser for Ju 88, men da Ju 88 løbende blev moderniseret og videreudviklet, så kom Ju 188 reelt blot til at supplere Ju 88.
Der blev i alt bygget ca. 15.000 Ju 88.
- Wikimedia Commons har flere filer relateret til Junkers Ju 88

| Luftfart | Spire Denne artikel om flyvning er en spire som bør udbygges. Du er velkommen til at hjælpe Wikipedia ved at udvide den. |